# Crown Prosecution Service
Le Crown  Prosecution Service (CPS, que l'on peut traduire par « Service des poursuites judiciaires de la Couronne ») est un des services non ministériels du Royaume-Uni, qui est chargé des poursuites judiciaires en Angleterre et au Pays de Galles, c'est-à-dire le procureur.
Ses principales tâches sont de fournir des avis judiciaires lors des enquêtes de la police et des autres unités d'enquêtes du Royaume-Uni, de décider si un suspect doit être formellement accusé à la suite d'enquêtes et de mener des poursuites judiciaires devant le magistrates' court et la Cour de la Couronne.